# Lola Gaos
Lola Gaos, née Dolores Gaos y González-Pola le 2 décembre 1921 à Valence et morte le 4 juillet 1993 à Madrid, est une actrice espagnole.

## Biographie
Elle naît dans une famille d'artistes valenciens : elle est la sœur de l'éminent philosophe José Gaos (es) et des poètes Alejandro et Vicente Gaos. D'abord intéressée par la médecine, elle se tourne finalement vers le cinéma : elle fait ses débuts en 1941 dans Ce couple heureux sous la direction des illustres Luis García Berlanga et Juan Antonio Bardem, avec chacun desquels elle aura l'occasion de retravailler, pour Les Quatre Vérités en 1962 et Le Bourreau en 1963 avec le premier, Le Pouvoir du désir en 1975 et Lorca, mort d'un poète en 1987 avec le second.
Installée à Madrid à partir de 1943, elle joue dans une cinquantaine de films. Son physique original et sa voix rauque et grave la cantonnent souvent à des rôles de femmes dures voire violentes, ou à des personnages de servantes et figurantes. Elle ne dédaigne pas les films d'horreur, qu'elle tournera toute sa vie, sous la direction de réalisateurs de la trempe de José Antonio Nieves Conde (Le Son de l'horreur, 1966), Narciso Ibáñez Serrador (Histoires pour ne pas dormir, 1967-1968), Jorge Grau (Cérémonie sanglante, 1973) ou Paul Naschy (Cris de panique, 1983).
Luis Buñuel lui offre deux rôles marquants : en 1961 celui de la mendiante Enedina dans Viridiana, puis en 1970 celui de Saturna dans Tristana, où son talent éclate dans un personnage de vieille nourrice revêche, et lui vaut un prix du Syndicat National du Spectacle et une nomination aux Fotogramas de Plata. Sa composition la plus marquante reste celle d'une hallucinante mère abusive dans Furtivos de José Luis Borau en 1975 ; elle est alors récompensée par plusieurs prix de la meilleure actrice (Círculo de Escritores Cinematográficos, Fotogramas de Plata, Prix Sant Jordi du cinéma).
Au théâtre, Lola Gaos a par exemple joué dans La Maison de Bernarda Alba de Federico García Lorca et Woyzeck de Georg Büchner. C'est aussi une femme de gauche, associée à la lutte contre le franquisme et pour la liberté.
En 1988, une intervention chirurgicale la laisse presque muette. Un cancer du côlon l'emporte cinq ans plus tard.

## Filmographie sélective
- 1953 : Ce couple heureux (Esa pareja feliz) de Luis García Berlanga et Juan Antonio Bardem
- 1961 : Viridiana de Luis Buñuel - Enedina
- 1962 : Atraco a las tres de José María Forqué - sœur de Fernando Galindo
- 1963 : Le Bourreau de Luis García Berlanga - l'une des femmes visitant les travaux
- 1964 : La tía Tula de Miguel Picazo
- 1966 : Ça barde chez les mignonnes (Residencia para espías) de Jesús Franco
- 1966 : Les Tueurs de l'Ouest d'Eugenio Martín - Ruth Harman
- 1970 : Tristana de Luis Buñuel - Saturna
- 1972 : Folie meurtrière (Mio caro assassino) de Tonino Valerii - Adele Rudigiani
- 1972 : Mi querida señorita de Jaime de Armiñán - tante Chus
- 1973 : Cérémonie sanglante (Ceremonia sangriente) de Jorge Grau - Carmilla
- 1975 : Furtivos de José Luis Borau - Martina
- 1983 : Cris de panique (Latidos de pánico) de Paul Naschy - Mabile